# ナオト
ナオト（なおと、1980年7月17日 - ）はラジオDJ、パーソナリティ。旧名・井料ナオト。本名・井料直人。Local Ocean所属。鹿児島県出身。血液型B型。

## 略歴
- 高校時代はサッカー部に在籍でもすぐ退部。高校自体は全国でも屈指の強豪校だったとか。
- 高校卒業後福岡へ。専門学校在学中の2000年10月にCROSS FMナビゲーターとしてデビュー。
- 2001年、名古屋へと移り、FM AICHIの平日夜のワイド番組「HOT JAM」のDJとなる。
- その後数年は名古屋に集中して活動していたが、2003年にデビュー局であるCROSS FMに復活。「CROSS SUPER SUNDAY」のナビゲーターとなり、2都市を跨いで活躍するようになった。
- 2007年、6年続いた「HOT JAM」の終了とともに、福岡に戻り、CROSS FM中心の活動へ。
- 2009年、8年半番組を持ち続けたcross fmを去り、μFMのパーソナリティに。
- 2010年4月、急激に左目の視力が低下する病気を患い医者から療養に専念することを勧められ、すべての番組を降板して休養に入った。

## 現在の担当番組
- YOU GOTTA STATION μ's WAVE（μFM）

## 過去の担当番組
- tenjin collection（cross fm）
- B2B RADIO（CROSS FM）
- KYUDEN J-POP POWER COUNTDOWN（CROSS FM）
- CROSS SUPER SUNDAY（CROSS FM）
- CROSS POWER CAST（CROSS FM）
- HOT JAM（FM AICHI）
- デイブレイクA20（FM AICHI）
- SATURDAY MUSIC DELIVERY（CROSS FM）

## エピソード
- 以前テレビ朝日「ミュージックステーション」にCHEMISTRYのバックコーラスとして出演したことがある。
- FM AICHIの特番で、名古屋市内にある「名古屋港シートレインランド」という遊園地にあるお化け屋敷のレポートをした際、あまりの恐怖にとても怖がり、レポートそっちのけでたくさん絶叫した。
- 特技は自身が演じるキャラクター「ナオ爺」「ナオ婆」「ナオコ」。